# Zhongsha Qundao
Zhongsha Qundao (chiń. upr. 中沙群岛; chiń. trad. 中沙群島; pinyin: Zhōngshā Qúndǎo, „wyspy Zhongsha”; wiet. Quần đảo Trung Sa) – grupa podwodnych raf i mielizn tworzących zatopiony atol na Morzu Południowochińskim, na wschód od Wysp Paracelskich. Całkowita powierzchnia atolu wynosi 6448 km². Najgłębszy punkt leży ok. 100 m p.p.m., natomiast najwyższy punkt znajduje się na wysokości 9,2 m p.p.m. Zewnętrzny pierścień atolu ma średnio 5 km szerokości. 
Rafy te są terytorium spornym; prawo do nich rości sobie Chińska Republika Ludowa (jako część prowincji Hajnan), Republika Chińska (Tajwan), Wietnam i Filipiny.